# E70

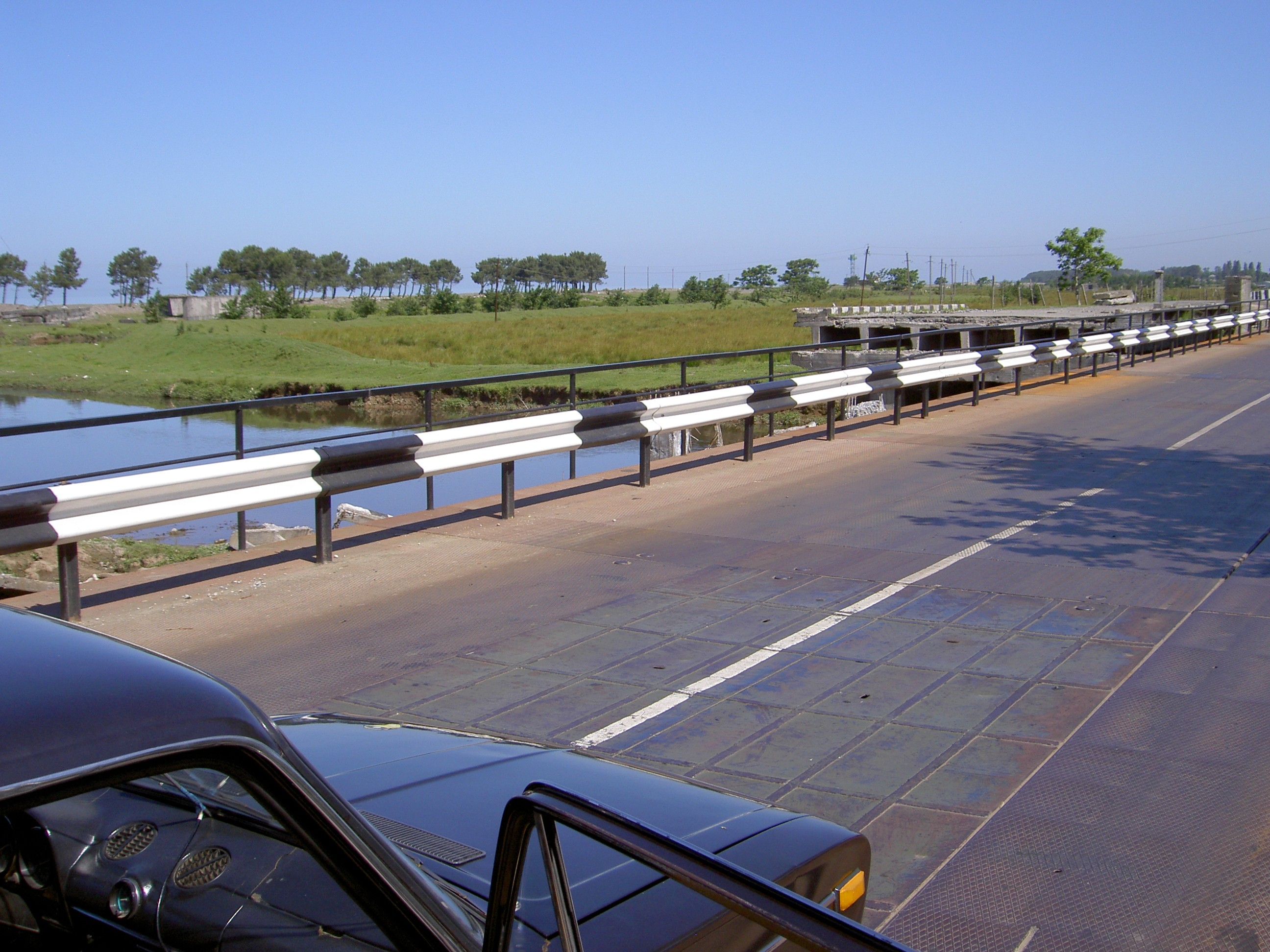
E70 mellan Batumi och Poti, Georgien. Bilden visar den provisoriska bron över floden Tjoloki som skiljer den autonoma republiken Adzjarien från det övriga Georgien. Till vänster skymtar bron som den förra upproriska ledaren av Adzjarien, Aslan Abasjidze, lät spränga i maj 2004.

E70 eller Europaväg 70 är en europaväg som börjar i La Coruña i Spanien och slutar i Poti i Georgien.
Den är 4 550 km lång, varav 3 920 km i Europa.

## Sträckning
La Coruña (Spanien) - Oviedo - Bilbao - San Sebastián - (gräns Spanien-Frankrike) - Bordeaux - Clermont-Ferrand - Lyon - Chambéry - (gräns Frankrike-Italien) - Susa - Turin - Alessandria - Tortona - Mestre (Venedig) - Palmanova - Trieste - (gräns Italien-Slovenien) - Ljubljana - (gräns Slovenien-Kroatien) - Zagreb - Slavonski Brod - (gräns Kroatien-Serbien) - Belgrad - Vrsac - (gräns Serbien-Rumänien) - Timișoara - Drobeta Turnu Severin - Alexandria - Bukarest - Giurgiu - (gräns Rumänien-Bulgarien) - Ruse - Razgrad - Sjumen - Varna - (färja Bulgarien-Turkiet) - Samsun - Ordu - Giresun - Trabzon - (gräns Turkiet-Georgien) - Batumi - Poti
Längd på delsträckor: La Coruna-Bordeaux 889 km, till Lyon 565 km, till Trieste 859 km, till Belgrad 621 km, till Varna 984 km. Inom Europa 3 920 km. Samsun-Poti (inom Asien) 630 km.

## Motorvägssträckor

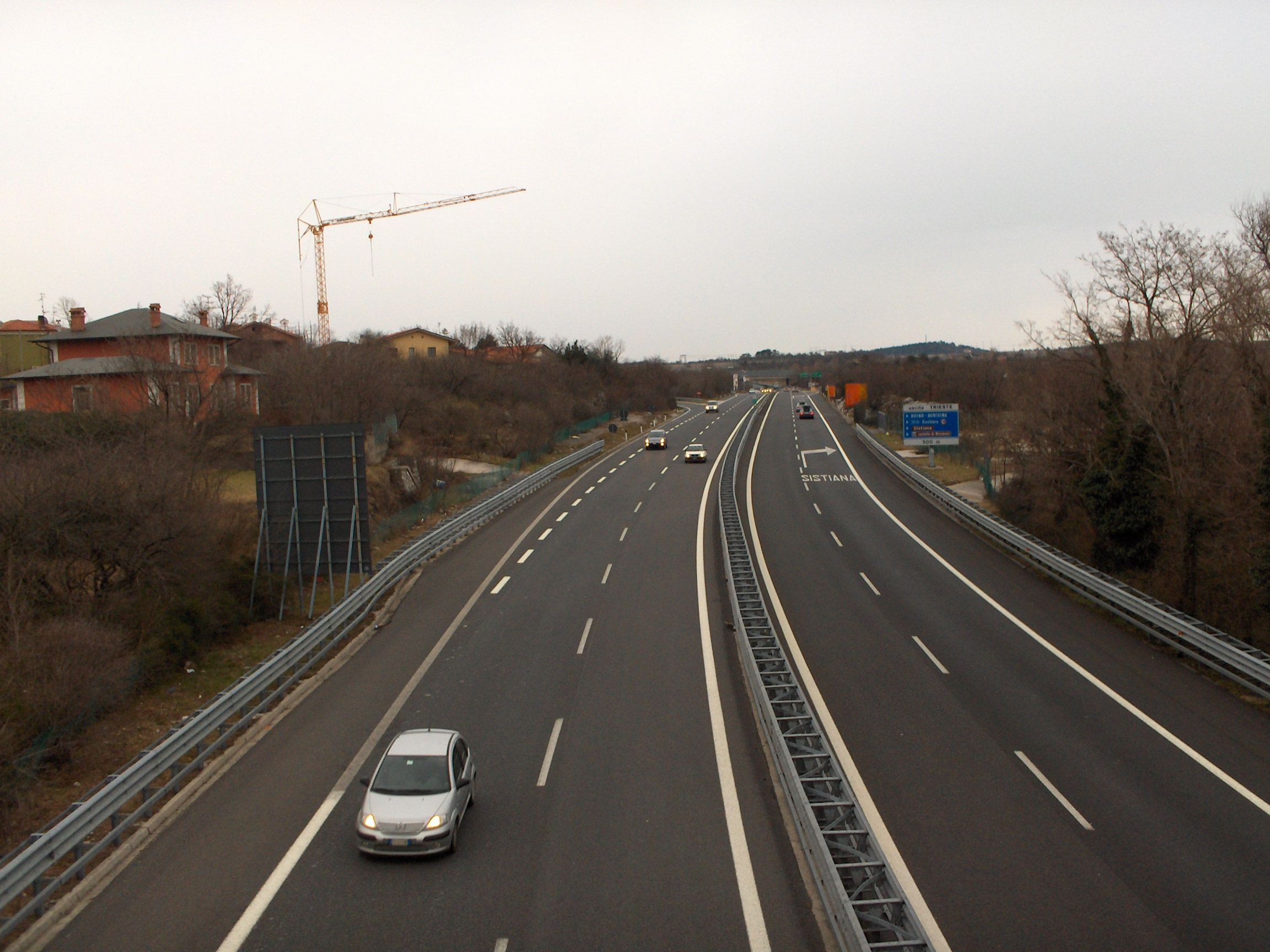
E70 väster om Trieste, Italien

- Motorväg#Motorvägssträckor i Europa
- I Spanien är vägen till 60 % motorväg, se Motorvägar i Spanien.
- I Frankrike är vägen till 99% motorväg, mest A89, delvis byggt 2006. Se Motorvägar i Frankrike.
- I Italien är vägen till 99% motorväg, mest A4 och A21. Se Motorvägar i Italien. Undantaget i Frankrike och Italien är Frejustunneln.
- I Slovenien och Kroatien är E70 motorväg, se A2 (motorväg, Slovenien) och A3 (motorväg, Kroatien)
- I Serbien är mer än hälften av E70 motorväg, se E70 (motorväg, Serbien).
- I Rumänien är en mindre del, 15-20% av E70 motorväg, se Motorvägar i Rumänien.
- I Bulgarien är knappt än hälften av E70 motorväg, se Motorvägar i Bulgarien.
- I Turkiet och Georgien är vägen landsväg.

Det finns stora byggplaner för Rumänien och Bulgarien. EU kommer att ge bidrag motsvarande en stor andel av kostnaderna (runt 20-40%).

## Uppmärksammade händelser
Den 4 juni 2005 fattade en långtradare lastad med däck eld i tunneln vid Val Frejus mellan Frankrike och Italien, vilket resulterade i två dödsfall.

## Anslutningar till andra europavägar
| - E1 - E804 - E5 - E80 - E72 - E606 - E9 |  | - E11 - E15 - E611 - E711 - E712 - E64 - E717 |  | - E74 - E25 - E62 - E35 - E45 - E55 - E61 |  | - E57 - E59 - E65 - E71 - E661 - E73 - E75 |  | - E763 - E671 - E673 - E771 - E79 - E574 - E85 |  | - E772 - E87 - E95 - E97 - E692 - E60 |